# Ruffrè-Mendola
Ruffrè-Mendola är en kommun i provinsen Trento i regionen Trentino-Sydtyrolen i Italien. Kommunen hade 409 invånare (2018).